# Lista ras bydła hodowlanego

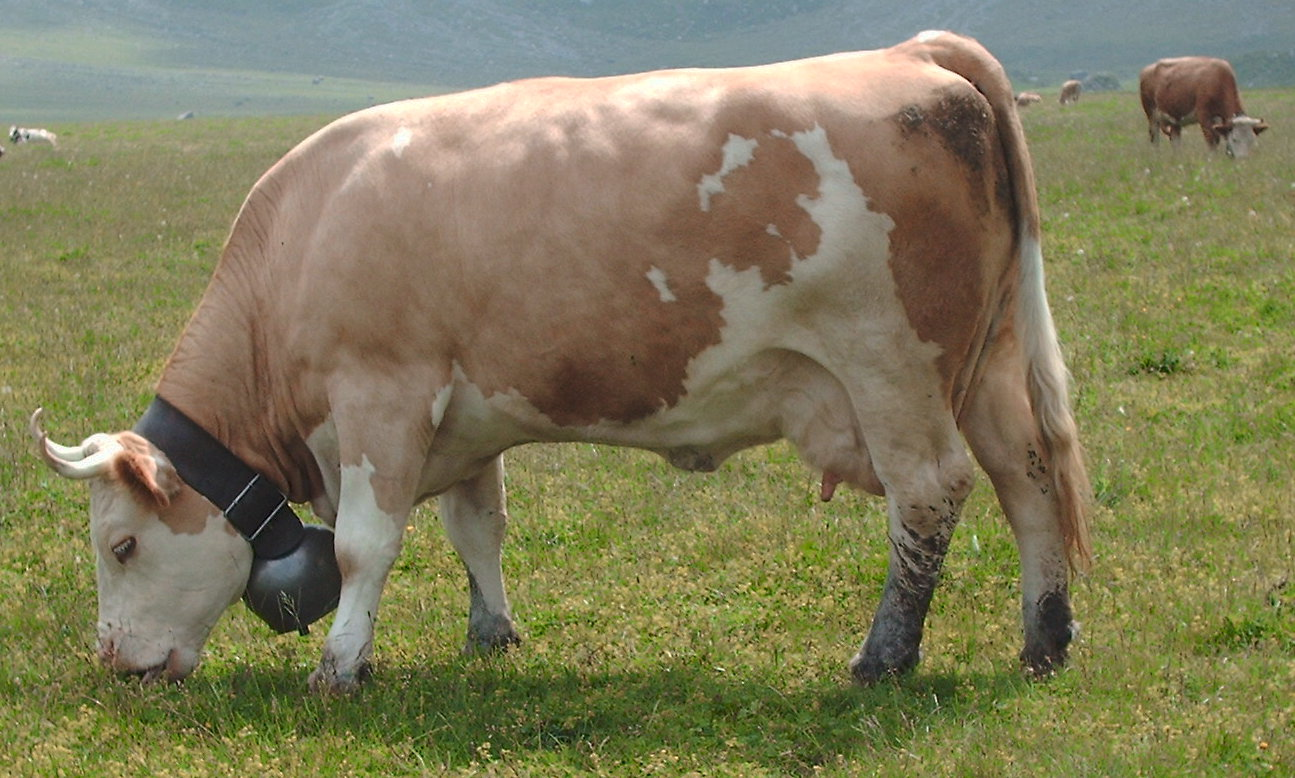
Krowa rasy simentalskiej

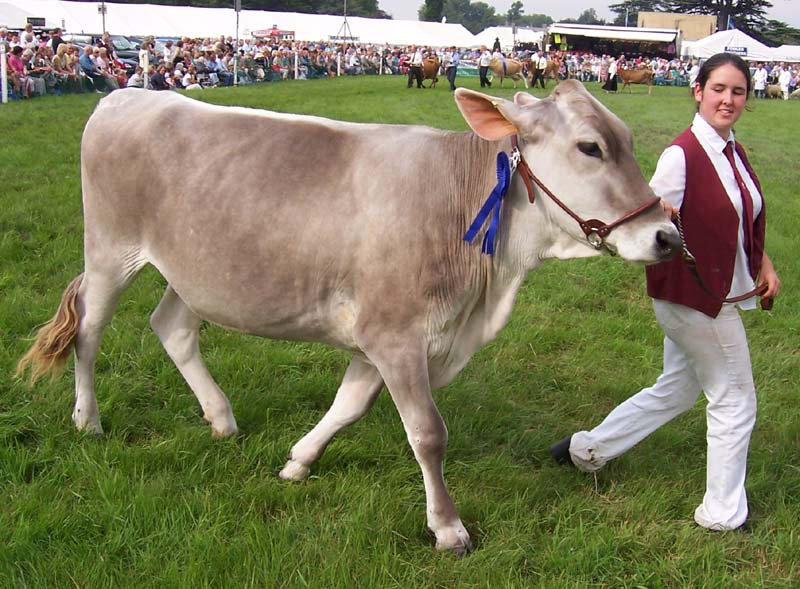
Rasa brązowa szwajcarska

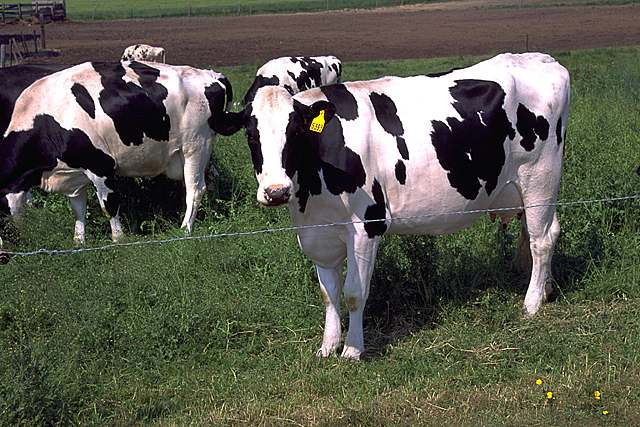
Rasa holsztyno-fryzyjska

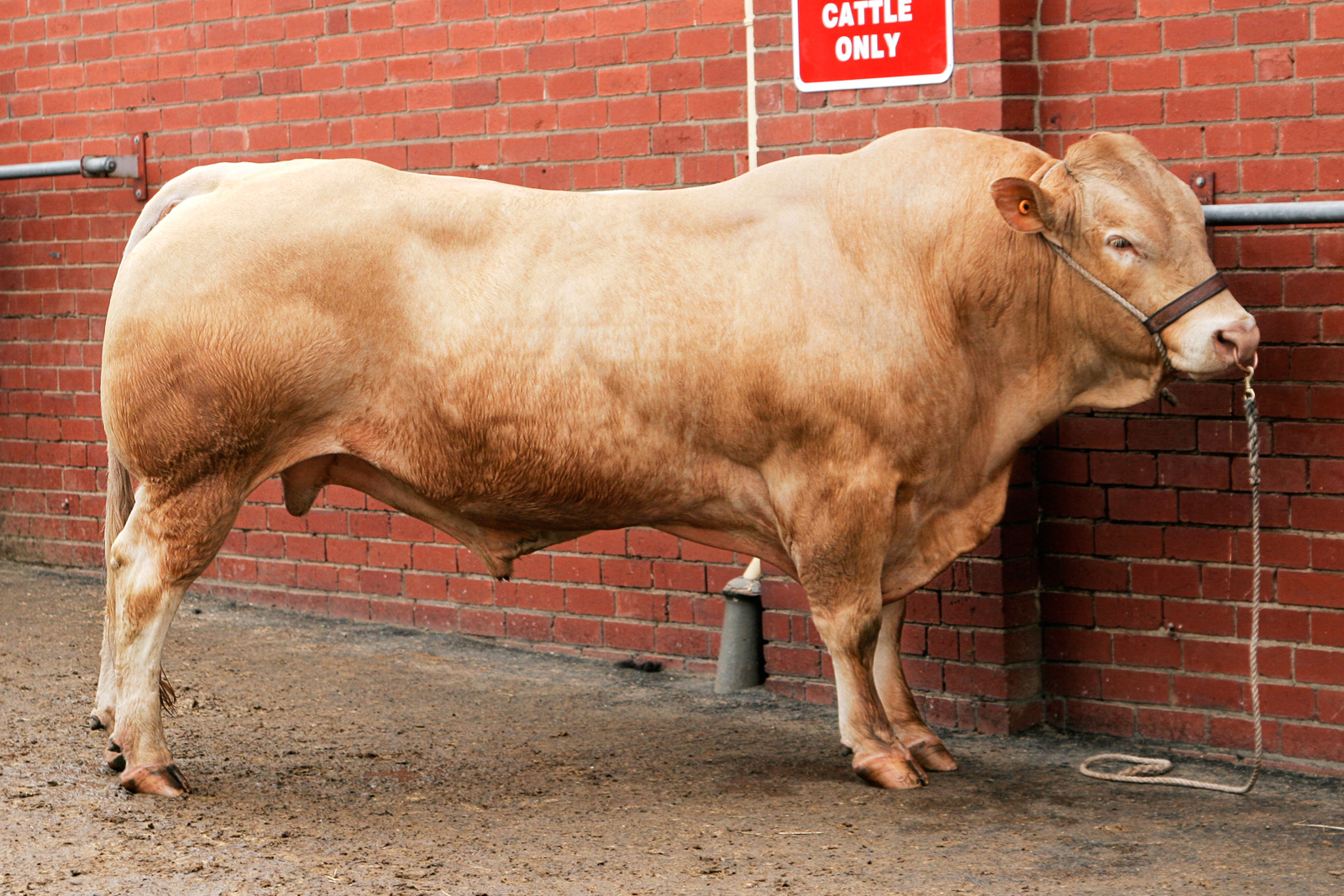
Buhaj francuskiej rasy bydła domowego pochodzącego z Masywu Centralnego – Charolaise

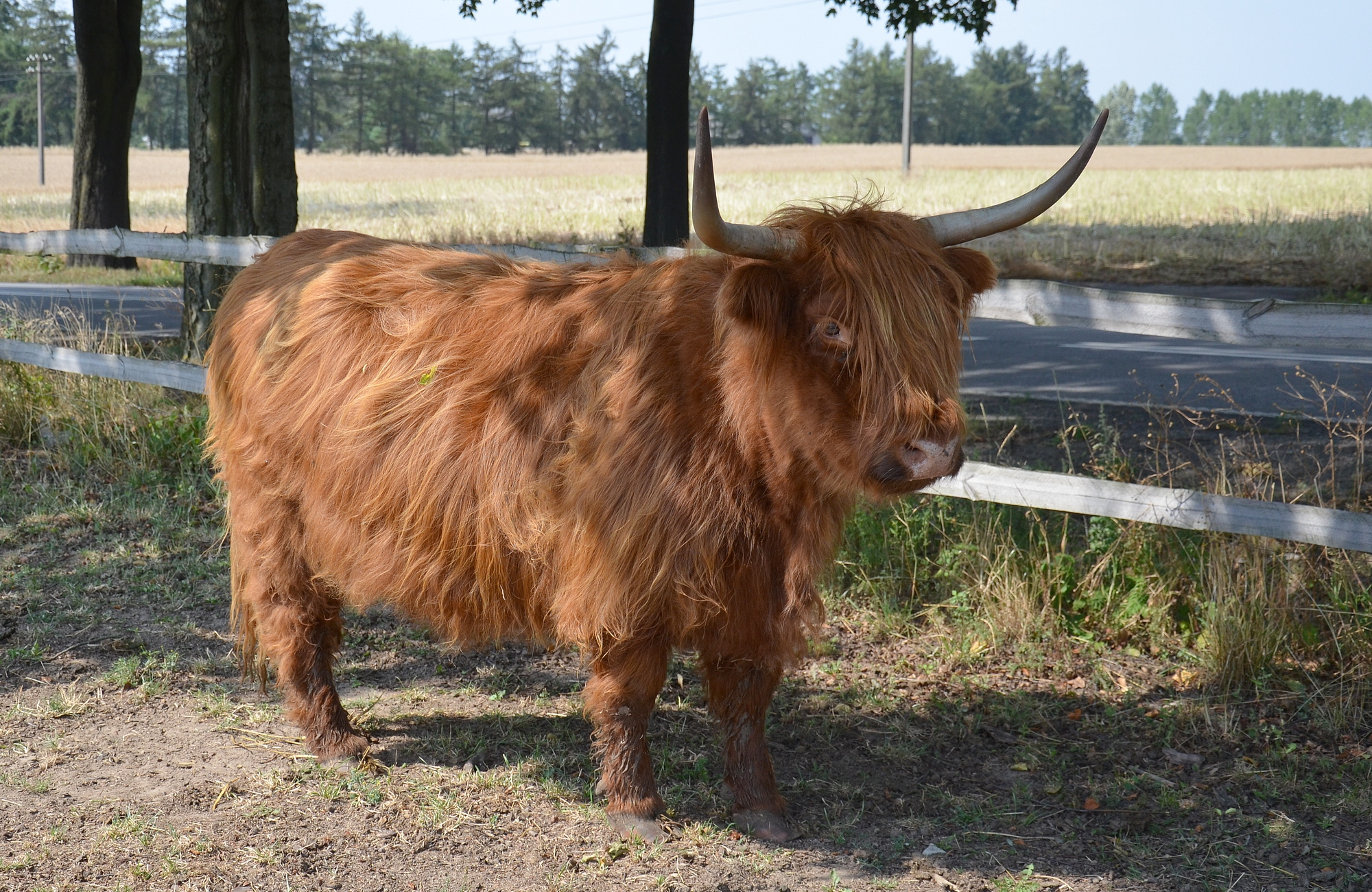
Krowa szkockiej rasy wyżynnej

Lista ras bydła hodowlanego

## Rasy bydła mlecznego
- Angler
- Abigar
- Agerolese
- Alderney
- Angeln
- Aulie-Ata
- Ayrshire
- Australijska Friesian Sahiwal
- Australijska Milking Zebu
- Chełmogorska (Chełmogorskaja poroda)
- Kriolska (Criolla)
- Czerwona stepowa (Krasnaja stepnaja poroda)
- Holsztyno-fryzyjska (Holstein-Friesian)
- Jersey
- Guernsey
- Shorthorn (Dairy Shorthorn)
- Duńska czerwona (Rødt Dansk Malkekvaeg)
- Kostromska (Kostromskaja poroda)
- Belgijskie bydło czerwone
- Blaarkop
- Black Pied
- Szwajcarskie bydło brązowe
- Butana, Kenana Bos indicus
- Chińskie bydło czarne (Chinese black pied)
- Duńskie bydło czerwone[1] (Danish Red Cattle)
- Lakenvelder
- Évolène
- Kerry
- Lineback
- Shorthorn
- Murnau-Werdenfels
- Red SindhiBos indicus
- SahiwalBos indicus
- Szwedzkie bydło czerwone [Swedish Red Cattle]
- Tux
- Vechoor Bos indicus

## Rasy bydła mięsnego
- Salers
- Blonde d’Aquitaine
- Belgijska Biało-Błękitna
- Charolaise
- Galloway
- Limousine
- Piemontese
- Aberdeen angus
- Hereford
- Wagyu
- Uckermaker
- Highland
- Simentaler również Fleckvieh, Simmentaler Fleckvieh, Český strakatý skot, Simmental, Simmenthal

### Amerykańskie rasy mięsne
- Texas Longhorn
- Beefmaster
- Santa Gertrudis
- Brangus
- Braford
- Charbray
- American Brahman

## Typy kombinowane
- Abondance
- Żółta niemiecka (Deutsches Gelbvieh)
- Pincgauska (Pinzgauer)
- Polska czerwona (pc)
- Maine-anjou
- Czerwono-biała belgijska (Witroodras)
- Montbeliarde
- Dexter
- Czarno-biała (cb)
- Czerwono-biała (czb)
- Hinterwelderska (Hinterwälder)
- Forderwelderska (Vordervälder)
- Czarno-biała holenderska (Friese Zwartbonte)
- Czerwono-biała holenderska (Friese Roodbonte)
- Czarno-biała niemiecka (Deutsche Schwarzbunte)
- Czerwono-biała niemiecka (Deutsche Rotbunte)
- Fryzyjska brytyjska (British Friesian)

### Europejskie rasy bydła użytkowanego dwukierunkowo
- Szwajcarskie bydło brunatne
- Holenderskie bydło czarno-białe
- Niemieckie bydło czarno-białe
- Duńskie bydło czerwone
- Holenderskie bydło czerwono-białe
- Niemieckie bydło czerwono-białe
- Szwajcarskie bydło simentalskie
- Bydło normandzkie

## Rasy niepodlegające żadnej kategorii
- Łotewska niebieska
- Łotewska brunatna

## Rasy bydła hodowane w Polsce
- Czarno-biała
- Czerwono-biała
- Simentalska (Simentaler)
- czerwona polska
- Białogrzbieta
- Salers
- Blonde d’Aquitaine
- Belgijska Biało-Błękitna
- Charolaise
- Galloway
- Limousine
- Piemontese
- Aberdeen angus
- Hereford
- Wagyu
- Uckermaker
- Highland
- Simentaler również Fleckvieh, Simmentaler Fleckvieh, Český strakatý skot, Simmental, Simmenthal

## Literatura
- Nowicki B., Jasek S., Maciejowski J., Nowakowski P., Pawlina E.: Atlas ras zwierząt gospodarskich, PWN Warszawa 1995.